# Discografie van The Strokes
Hieronder volgt de discografie van de Amerikaanse band The Strokes, met name hun albums, hun ep's en hun nummers met een notering in een hitlijst.

## Albums
| Album                      | Verschijnen      | Label                     | Hitlijsten | Hitlijsten | Hitlijsten | Hitlijsten | Hitlijsten | Hitlijsten | Hitlijsten | Hitlijsten | Hitlijsten | Hitlijsten | Opmerkingen   |
| Album                      | Verschijnen      | Label                     | BE (VL)    | BE (VL)    | BE (WA)    | BE (WA)    | NL         | NL         | GB         | US         | DE         | FR         | Opmerkingen   |
| Album                      | Verschijnen      | Label                     | Piek       | Weken      | Piek       | Weken      | Piek       | Weken      | Piek       | Piek       | Piek       | Piek       | Opmerkingen   |
| -------------------------- | ---------------- | ------------------------- | ---------- | ---------- | ---------- | ---------- | ---------- | ---------- | ---------- | ---------- | ---------- | ---------- | ------------- |
| Is This It                 | 24 augustus 2001 | RCA Records               | 47         | 4          | —          | —          | 54         | 7          | 2          | 33         | 28         | 19         | Studioalbum   |
| Room on Fire               | 20 oktober 2003  | RCA Records               | 14         | 10         | 35         | 3          | 23         | 5          | 2          | 4          | 6          | 16         | Studioalbum   |
| First Impressions of Earth | 30 december 2005 | RCA Records               | 21         | 8          | 26         | 10         | 23         | 6          | 1 (1 wk)   | 4          | 9          | 11         | Studioalbum   |
| Angles                     | 18 maart 2011    | RCA Records               | 18         | 6          | 17         | 7          | 23         | 3          | 3          | 4          | 15         | 6          | Studioalbum   |
| Comedown Machine           | 22 maart 2013    | RCA Records               | 31         | 15         | 49         | 8          | 42         | 2          | 10         | 10         | 50         | 17         | Studioalbum   |
| The New Abnormal           | 10 april 2020    | Cult Records, RCA Records | 7          | 21         | 18         | 13         | 38         | 2          | 3          | 8          | 12         | 20         | Studioalbum   |
| The Singles - Volume 01    | 24 februari 2023 | Sony Music                | —          | —          | —          | —          | —          | —          | —          | —          | —          | —          | Verzamelalbum |

## Ep's
- 29 januari 2001 • The Modern Age
- 3 juni 2016 • Future Present Past

## Singles
| Lied                                 | Verschijnen      | Album                      | Hitlijsten | Hitlijsten | Hitlijsten | Hitlijsten | Hitlijsten  | Hitlijsten  | Hitlijsten   | Hitlijsten   | Hitlijsten | Hitlijsten | Hitlijsten | Hitlijsten | Opmerkingen |
| Lied                                 | Verschijnen      | Album                      | BE (VL)    | BE (VL)    | BE (WA)    | BE (WA)    | NL (Top 40) | NL (Top 40) | NL (Top 100) | NL (Top 100) | GB         | US         | DE         | FR         | Opmerkingen |
| Lied                                 | Verschijnen      | Album                      | Piek       | Weken      | Piek       | Weken      | Piek        | Weken       | Piek         | Weken        | Piek       | Piek       | Piek       | Piek       | Opmerkingen |
| ------------------------------------ | ---------------- | -------------------------- | ---------- | ---------- | ---------- | ---------- | ----------- | ----------- | ------------ | ------------ | ---------- | ---------- | ---------- | ---------- | ----------- |
| The Modern Age                       | 29 januari 2001  | Is This It                 | —          | —          | —          | —          | —           | —           | —            | —            | 68         | —          | —          | —          |             |
| Hard to Explain / New York City Cops | 25 juni 2001     | Is This It                 | —          | —          | —          | —          | —           | —           | —            | —            | 16         | —          | —          | —          |             |
| Last Nite                            | 23 oktober 2001  | Is This It                 | —          | —          | —          | —          | —           | —           | —            | —            | 14         | —          | —          | —          |             |
| Someday                              | 2 augustus 2002  | Is This It                 | —          | —          | —          | —          | —           | —           | 84           | 3            | 27         | —          | —          | —          | 3FM Megahit |
| 12:51                                | 6 oktober 2003   | Room on Fire               | —          | —          | —          | —          | tip6        | —           | 40           | 5            | 7          | —          | —          | —          |             |
| Reptilla                             | 9 februari 2004  | Room on Fire               | —          | —          | —          | —          | —           | —           | —            | —            | 17         | —          | —          | —          |             |
| The End Has No End                   | 1 november 2004  | Room on Fire               | —          | —          | —          | —          | —           | —           | —            | —            | 27         | —          | —          | —          |             |
| Juicebox                             | 3 oktober 2005   | First Impressions of Earth | —          | —          | —          | —          | —           | —           | 98           | 2            | 5          | 98         | 100        | —          |             |
| Heart in a Cage                      | 20 maart 2006    | First Impressions of Earth | —          | —          | —          | —          | —           | —           | —            | —            | 25         | —          | —          | —          |             |
| Under Cover of Darkness              | 9 februari 2011  | Angles                     | tip18      | —          | tip24      | —          | —           | —           | —            | —            | 47         | —          | —          | 75         |             |
| Machu Picchu                         | 8 augustus 2011  | Angles                     | tip34      | —          | tip45      | —          | —           | —           | —            | —            | —          | —          | —          | 87         |             |
| One Way Trigger                      | 28 januari 2013  | Comedown Machine           | —          | —          | —          | —          | —           | —           | —            | —            | —          | —          | —          | 167        |             |
| Happy Ending                         | 25 maart 2013    | Comedown Machine           | tip17      | —          | —          | —          | —           | —           | —            | —            | —          | —          | —          | —          |             |
| Threat of Joy                        | 3 juni 2016      | Future Present Past        | tip        | —          | —          | —          | —           | —           | —            | —            | —          | —          | —          | —          |             |
| At the Door                          | 11 februari 2020 | The New Abnormal           | tip44      | —          | —          | —          | —           | —           | —            | —            | —          | —          | —          | —          |             |
| Bad Decisions                        | 21 februari 2020 | The New Abnormal           | tip23      | —          | tip30      | —          | —           | —           | —            | —            | —          | —          | —          | —          | 3FM Megahit |
| Brooklyn Bridge to Chorus            | 6 april 2020     | The New Abnormal           | tip17      | —          | —          | —          | —           | —           | —            | —            | —          | —          | —          | —          |             |
| The Adults Are Talking               | 4 december 2020  | The New Abnormal           | tip10      | —          | tip        | —          | —           | —           | —            | —            | —          | —          | —          | —          |             |